# Tayemtimur
Tayemtimur (ook Tayem Timur) is een bestuurslaag in het regentschap Cilacap van de provincie Midden-Java, Indonesië. Tayemtimur telt 5362 inwoners (volkstelling 2010).